# 小野瀬由一
小野瀬 由一（おのせ よしかず、昭和27年（1952年） - ）は、日本の経営学者、博士（経営学）（高千穂大学）、経営コンサルタント。山形県鶴岡市出身。

## 人物

### 略歴
1952年8月　山形県鶴岡市に生れる（本籍：茨城県久慈郡大子町）。
1973年3月～2000年1月　東海大学海洋学部卒業後、海洋環境調査会社勤務、食品業界団体勤務、音楽ビジネス専門学校助教授などを経験。
1988年1月　学校法人産業能率大学学習サービスセンター委嘱講師に就任し、社会人向け通信講座を指導（現職）。
2004年6月　特定非営利活動法人東京ITコーディネータを設立し副理事長に就任し、ITコーディネータ活動を開始（現職）。
2006年3月　高千穂大学大学院経営学研究科博士課程にて、経営学修士及び経営学博士号を取得。
2009年7月　ブラジル国大西洋沿岸林再生支援のための特定非営利活動法人VERSTAを設立し専務理事に就任（現職）。
2011年4月　拓殖大学商学部非常勤講師に就任し、2018年4月から同大学大学院商学研究科非常勤講師に就任（現職）。
2014年4月　日本イノベーション融合学会を創設し副理事長に就任（現職）。

### 主要資格
・中小企業診断士（1987年10月1日取得～2025年3月31日まで有効）
・経済産業省推進資格ITコーディネータ（2001年10月取得～2021年5月31日まで有効）
・東京都福祉サービス第三者評価者（2003年4月取得～2021年3月31日まで有効）
・ISMS（ISO27001）審査員補（2005年7月取得～2023年7月15日まで有効）
・公認システム監査人（2008年6月取得～2022年2月28日まで有効）
・認定登録医業経営コンサルタント・情報化コンサルタント（2011年10月取得～2021年3月31日まで有効）

### 主要活動
・現在、経営コンサルタントとして、IT導入・利活用、情報セキュリティ、リスクマネジメント、システム監査、医療・福祉・介護関連のコンサルティング、監査等を行っている。
・講師活動としては、学校法人産業能率大学学習サービスセンターでは「グルーバルリーダーシップの基本・実践」「ITマネジメント・エッセンス応用」「マーケティング・エッセンス応用」、拓殖大学商学部では「健康介護ビジネス論」、同大学大学院では「経営実務特講（IT経営）（健康経営と健康ビジネス）」を担当している。
・VERSTA支援活動では、ジュサラ椰子アグロフォレストリーによるブラジル国大西洋沿岸林再生活動を行っており、2020年3月31日時点で栽培面積は13.49ha、植林本数は13,132本となっている。この支援活動は、国連SDGｓ達成を目指す活動としても行われている。2019年度のVERSTA支援活動とSDGｓの関連は、【活動１】ジュサラ椰子 AF プロジェク ト会議及び技術 交流会の実施☛SDGｓ８＋13＋15＋17、【活動２】ジュサラ椰子 AF モデル圃場 の拡大設置とフ ォローアップ指 導の実施☛SDGｓ８＋13＋15＋17、【活動３】ジュサラ椰子 AF 学習会及び AF 啓発セミナ ー等の実施☛SDGｓ４＋13＋15＋17、【活動４】エコツーリズ ムの導入支援 の実施 ☛SDGｓ８＋13＋17となっている。

## 著作物

### 単著
- 『重点解説介護ビジネス経営革新の進め方』（2005年）同友館 ISBN 4-496-03946-X
- 『循環資源大国ブラジルビジネス入門』（2006年）同友館 ISBN 4-496-04166-9
- 『検証!介護事業の経営リスクとシステム改善』（2008年）同友館 ISBN 978-4-496-04428-1

### 共著
- 『商店街再生のデザイン』共著者：神谷長明（1996年）同友館 ISBN 4-496-02416-0
- 『介護ビジネス. 2002』共著者：小野瀬清江（2002年）同友館 ISBN 4-496-03304-6
- 『介護ビジネス. 2003』共著者：小野瀬清江（2003年）同友館 ISBN 4-496-03536-7
- 『介護ビジネス. 2004』共著者：小野瀬清江（2004年）同友館 ISBN 4-496-03804-8
- 『介護ビジネス. 2005』共著者：小野瀬清江（2005年）同友館 ISBN 4-496-03914-1
- 『介護ビジネス. 2006』共著者：小野瀬清江（2006年）同友館 ISBN 4-496-04230-4
- 『医業経営者のための介護経営マニュアル』社団法人日本医業経営コンサルタント協会編（2010年）日本医療企画 ISBN 978-4-89041-884-8
- 『介護サービス事業のリスクマネジメント』共著者：増田雅暢ほか（2018年）第一法規 ISBN 978-4-474-60452-0
- 『プロセスで解き明かすイノベーション・イノベーション経営プロセスガイドライン』特定非営利活動法人ITコーディネータ協会監修（2014年）日経BP社 ISBN 978-4-8222-6293-8

### 博士論文
- 『CSR対応型介護サービス経営革新モデルに関する研究 』（2006年3月20日）高千穂大学 甲第8号